# Bachdenkmal (Arnstadt)

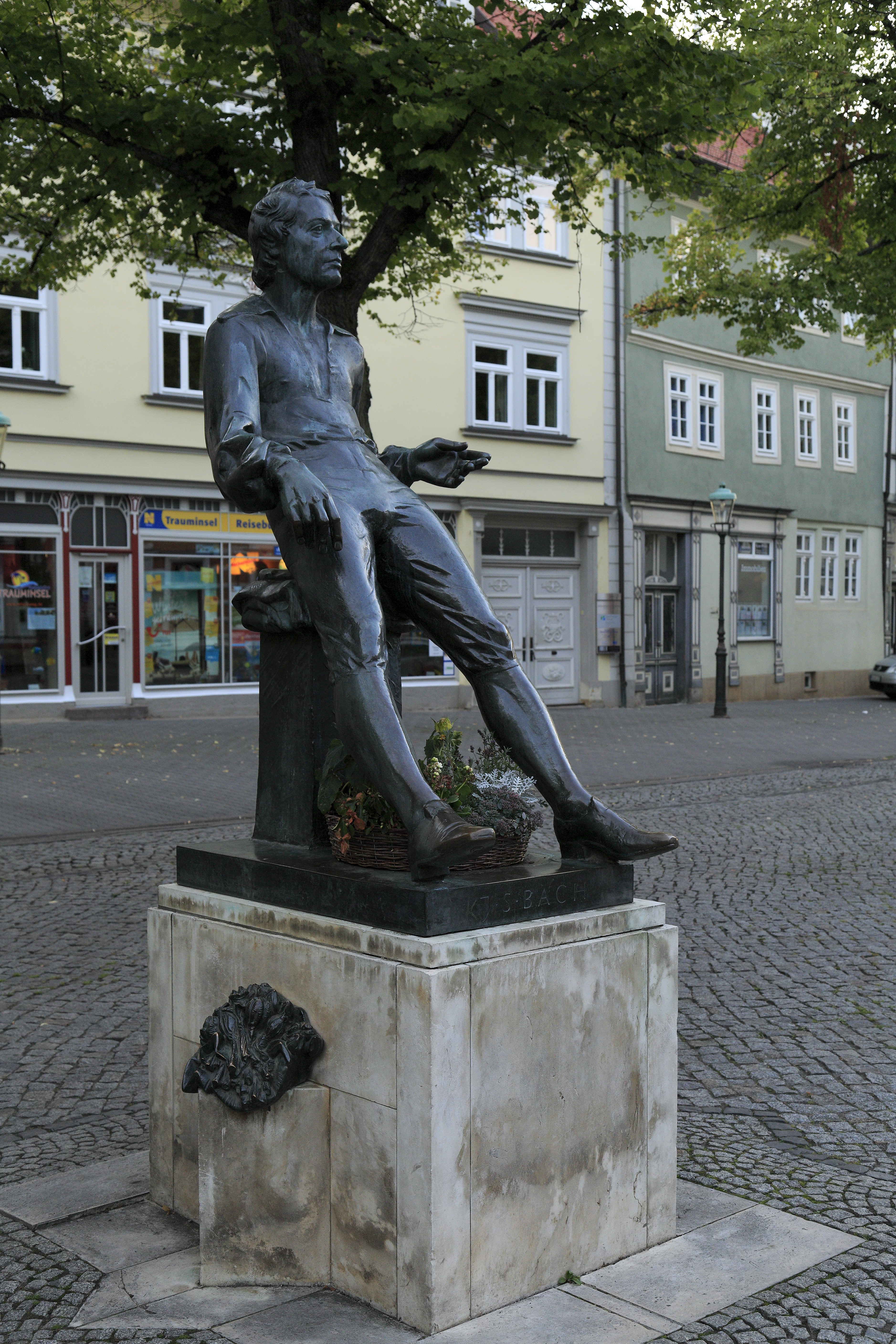
Bachdenkmal in Arnstadt

Das Bachdenkmal auf dem Marktplatz in Arnstadt ist eine Bronzestatue.
Das Bachdenkmal wurde von Bernd Göbel aus Halle 1985 geschaffen und am 20. März 1985 anlässlich des 300. Geburtstag des Komponisten Johann Sebastian Bach eingeweiht. Es zeigt einen ungewöhnlichen Johann Sebastian Bach, der nicht im Gehrock und mit Perücke dargestellt ist, sondern mit Kniebundhose und einfachem Hemd und losen Haaren. Bach als junger Mann lehnt sich entspannt an einen Meilenstein, wobei der Gehrock auf dem Stein liegt. Er ist so dargestellt, wie er 18-jährig in Arnstadt ankam. Bach war zwischen 1703 und 1707 Organist in Arnstadt, wo dessen musikalische Karriere begann. Die Kirche, wo Bach als Organist wirkte, befindet sich in der unmittelbaren Nähe. Es war Bachs erste Organistenstelle. Bach war auch für die Inspektion und den Abbau der neu gebauten Orgel von Johann Friedrich Wender verantwortlich.
Auf der Plinthe steht die Inschrift: „J.S. BACH“. Der Steinsockel trägt auch bronzene Appliken.
Das unkonventionelle Denkmal hatte viele Kontroversen und Debatten ausgelöst.